# Platambus maculatus
El escarabajo nadador de río moteado o escarabajo nadador veloz moteado (Platambus maculatus), es una especie de escarabajo nadador, muy extendido en la región paleártica.

## Características
Los adultos de P. maculatus son alargados-ovalados, bastante anchos y deprimidos con una longitud del cuerpo es de 7 a 8,5 milímetros (0,3 a 0,3 plg). El cuerpo tiene una superficie ligeramente brillante, la cabeza es negra con un área amarilla anterior a los ojos y dos manchas posteromediales amarillas, mientras que el pronoto es amarillo. El patrón de color marrón amarillento puede variar, desde casi negro hasta amarillento. Uno de los rasgos identificativos de la especie, las coberteras alares (élitros) suelen estar decoradas con manchas amarillas que se cruzan entre sí. Los élitros siempre tienen colores brillantes en los bordes. Hay un patrón negro en forma de gafas en la cabeza entre los ojos. Las antenas y los palpos son de color rojo amarillento, las patas y la parte inferior son de color rojo oxidado. Otra especie del género, Platambus lunulatus. vive en el sureste de Europa y Asia occidental.
Las patas traseras son cortas y robustas. Las epipleuras, que son anchas detrás de la mitad y se estrechan gradualmente hacia el ápice, a menudo se consideran características específicas del género.

## Distribución y hábitat
La especie se extiende desde Europa a través de la cordillera del Cáucaso y Asia Menor hasta Transcaucasia, Siberia occidental y Mongolia. En Europa, la especie se encuentra desde el norte de la península ibérica a través de Francia, Gran Bretaña y Europa Central hasta el norte de Fennoscandia y Europa del Este. La especie está ausente en partes del sur de Europa, como en la península de los Apeninos o en partes de la península de los Balcanes. La especie es tolerante al frío y se encuentran al norte del círculo polar ártico.
El hábitat de la especie es el agua, especialmente el agua corriente. Se puede encontrar desde las montañas, donde habita arroyos o manantiales de montaña, hasta las aguas salobres de las costas. Prefieren vivir en acequias cubiertas de hierba, especialmente en las tierras bajas. También colonizan arroyos cubiertos de maleza o lagos ricos en oxígeno. Hay una notable preferencia por los fondos de agua arenosos o con grava. La especie tolera la contaminación orgánica moderada de los cuerpos de agua.

## Ciclo de vida
Los escarabajos y sus larvas viven como depredadores de larvas de insectos, y se sumergen en el agua. El aire respirable se absorbe en la superficie y se almacena debajo de los élitros. Los escarabajos adultos son incapaces de volar y se encuentran de abril a noviembre. El apareamiento tiene lugar en verano. Los machos tienen patas delanteras especiales para sujetar las suaves y resbaladizas alas encubiertas de las hembras durante el apareamiento. La puesta de huevos se realiza a finales del verano o en otoño sobre algas o plantas acuáticas. Las larvas pasan el invierno y alcanzan la madurez sexual al año subsiguiente. En el norte de Europa, las larvas se pueden encontrar durante todo el año debido a que tienen un período de desarrollo más largo. En el sur de Europa, el desarrollo en imago se completa en primavera. Para pupar, las larvas abandonan el agua y construyen una celda en la orilla del agua. Los escarabajos adultos eventualmente regresan al agua después de eclosionar.
La especie fue descrita por primera vez por Carlos Linneo en 1758 con el nombre taxonómico de Dytiscus maculatus. Otros sinónimos de la especie inlcuyen Agabus maculatus (1758) y Dytiscus hebraicus 1785.